# Алвис, Тиагу
Тиа́гу А́лвис д’Арау́жу (порт.-браз. Thiago Alves d'Araujo; род. 3 октября 1983, Форталеза) — бразильский боец смешанного стиля, представитель полусредней весовой категории. Выступает на профессиональном уровне начиная с 2001 года, известен по участию в турнирах бойцовской организации UFC, был претендентом на титул чемпиона UFC в полусреднем весе.

## Биография
Тиагу Алвис родился 3 октября 1983 года в городе Форталеза штата Сеара. В возрасте пятнадцати лет начал серьёзно заниматься тайским боксом, некоторое время выступал на любительском уровне, после чего решил стать бойцом ММА.

### Начало профессиональной карьеры
Дебютировал в смешанных единоборствах на профессиональном уровне в 2001 году, первые два боя проиграл, но его соперниками были достаточно сильные бойцы Глейсон Тибау и Лукас Лопис. В дальнейшем однако начал побеждать и в девятнадцать лет перебрался в США, где проходил подготовку в знаменитом зале American Top Team. Отметился выступлениями на турнирах нескольких американских промоушенов, в том числе одержал победу на турнире King of the Cage.

### Ultimate Fighting Championship
Имея в послужном списке восемь побед и только три поражения, Алвис привлёк к себе внимание крупнейшей бойцовской организации мира Ultimate Fighting Championship и в 2005 году дебютировал здесь, встретившись с таким же новичком Спенсером Фишером. Несмотря на удачное начало боя и некоторое доминирование, в концовке второго раунда бразильский боец попался в «треугольник» и вынужден был сдаться.
Затем, однако, в его спортивной карьере наступил достаточно плодотворный период — в течение трёх лет он одержал в UFC девять побед в десяти поединках, в том числе взял верх над такими известными бойцами как Ансар Чалангов, Каро Парисян, Мэтт Хьюз и др. Его статистику подпортил только бой с Джоном Фитчем, проигранный техническим нокаутом. После выигранного поединка с Тони Десоузой в его допинг-пробе были обнаружены следы запрещённого диуретика спиронолактона, в результате Атлетическая комиссия штата Невада отстранила его от соревнований на восемь месяцев и назначила ему штраф в размере 5500 долларов.
Так или иначе, находясь на серии из семи побед, в 2009 году Тиагу Алвис удостоился права оспорить титул чемпиона в полусредней весовой категории, который на тот момент принадлежал Жоржу Сен-Пьеру. Одни встретились друг с другом на сотом юбилейном турнире UFC, Сен-Пьер в целом выглядел лучше во всех пяти раундах и выиграл единогласным судейским решением, сохранив за собой чемпионский пояс.
Потерпев поражение в титульном бою, Алвис продолжил регулярно выходить в клетку UFC, выступал с переменным успехом, чередуя победы с проигрышами, и больше уже не поднимался на верхние позиции рейтинга. Среди побеждённых им соперников в поздний период — Сет Бачински, Джордан Мейн, Патрик Коте.

## Статистика в профессиональном ММА
| Боёв 38  | Побед 23 | Поражений 15 |
| -------- | -------- | ------------ |
| Нокаутом | 12       | 3            |
| Сдачей   | 2        | 5            |
| Решением | 9        | 7            |

| Результат | Рекорд | Соперник                 | Способ                  | Турнир                                  | Дата             | Раунд | Время | Место                    | Примечание                                                            |
| --------- | ------ | ------------------------ | ----------------------- | --------------------------------------- | ---------------- | ----- | ----- | ------------------------ | --------------------------------------------------------------------- |
| Поражение | 23-15  | Тим Минс                 | Сдача (гильотина)       | UFC on ESPN: Overeem vs. Rozenstruik    | 7 декабря 2019   | 1     | 2:38  | Вашингтон, США           |                                                                       |
| Поражение | 23-14  | Лауреано Старополи       | Единогласное решение    | UFC 237                                 | 11 мая 2019      | 3     | 5:00  | Рио-де-Жанейро, Бразилия |                                                                       |
| Победа    | 23-13  | Макс Гриффин             | Раздельное решение      | UFC Fight Night: Assunção vs. Moraes 2  | 2 февраля 2019   | 3     | 5:00  | Форталеза, Бразилия      |                                                                       |
| Поражение | 22-13  | Алексей Кунченко         | Единогласное решение    | UFC Fight Night: Hunt vs. Oleinik       | 15 сентября 2018 | 3     | 5:00  | Москва, Россия           |                                                                       |
| Поражение | 22-12  | Кёртис Миллендер         | KO (удар коленом)       | UFC Fight Night: Cowboy vs. Medeiros    | 18 февраля 2018  | 2     | 4:17  | Остин, США               |                                                                       |
| Победа    | 22-11  | Патрик Коте              | Единогласное решение    | UFC 210                                 | 8 апреля 2017    | 3     | 5:00  | Буффало, США             | Вернулся в полусредний вес.                                           |
| Поражение | 21-11  | Джим Миллер              | Единогласное решение    | UFC 205                                 | 12 ноября 2016   | 3     | 5:00  | Нью-Йорк, США            | Дебют в лёгком весе; Алвис не сделал вес (73,8 кг).                   |
| Поражение | 21-10  | Карлос Кондит            | TKO (остановлен врачом) | UFC Fight Night: Condit vs. Alves       | 30 мая 2015      | 2     | 5:00  | Гояния, Бразилия         |                                                                       |
| Победа    | 21-9   | Джордан Мейн             | TKO (ногой в корпус)    | UFC 183                                 | 31 января 2015   | 2     | 0:39  | Лас-Вегас, США           | Выступление вечера.                                                   |
| Победа    | 20-9   | Сет Бачински             | Единогласное решение    | UFC on Fox: Werdum vs. Browne           | 19 апреля 2014   | 3     | 5:00  | Орландо, США             | Бой вечера.                                                           |
| Поражение | 19-9   | Мартин Кампманн          | Сдача (гильотина)       | UFC on FX: Alves vs. Kampmann           | 3 марта 2012     | 3     | 4:12  | Сидней, Австралия        |                                                                       |
| Победа    | 19-8   | Папи Абеди               | Сдача (удушение сзади)  | UFC 138                                 | 5 ноября 2011    | 1     | 3:32  | Бирмингем, Англия        |                                                                       |
| Поражение | 18-8   | Рик Стори                | Единогласное решение    | UFC 130                                 | 28 мая 2011      | 3     | 5:00  | Лас-Вегас, США           |                                                                       |
| Победа    | 18-7   | Джон Говард              | Единогласное решение    | UFC 124                                 | 11 декабря 2010  | 3     | 5:00  | Монреаль, Канада         |                                                                       |
| Поражение | 17-7   | Джон Фитч                | Единогласное решение    | UFC 117                                 | 7 августа 2010   | 3     | 5:00  | Окленд, США              | Бой в промежуточном весе 77,8 кг; Алвис не сделал вес.                |
| Поражение | 17-6   | Жорж Сен-Пьер            | Единогласное решение    | UFC 100                                 | 11 июля 2009     | 5     | 5:00  | Лас-Вегас, США           | Бой за титул чемпиона UFC в полусреднем весе.                         |
| Победа    | 17-5   | Джош Косчек              | Единогласное решение    | UFC 90                                  | 25 октября 2008  | 3     | 5:00  | Роузмонт, США            | Претендентский бой в полусреднем весе.                                |
| Победа    | 16-5   | Мэтт Хьюз                | TKO (удары)             | UFC 85                                  | 7 июня 2008      | 2     | 1:02  | Лондон, Англия           | Бой в промежуточном весе 78,9 кг; Алвис не сделал вес. Нокаут вечера. |
| Победа    | 15-5   | Каро Парисян             | TKO (удары)             | UFC Fight Night: Florian vs. Lauzon     | 2 апреля 2008    | 2     | 0:34  | Брумфилд, США            |                                                                       |
| Победа    | 14-5   | Крис Лайтл               | TKO (остановлен врачом) | UFC 78                                  | 17 ноября 2007   | 2     | 5:00  | Ньюарк, США              | Бой вечера.                                                           |
| Победа    | 13-5   | Куниёси Хиронака         | TKO (удар)              | UFC Fight Night: Thomas vs Florian      | 19 сентября 2007 | 2     | 4:04  | Лас-Вегас, США           |                                                                       |
| Победа    | 12-5   | Тони Десоуза             | KO (удар коленом)       | UFC 66                                  | 30 декабря 2006  | 2     | 1:10  | Лас-Вегас, США           | Алвис провалил допинг-тест.                                           |
| Победа    | 11-5   | Джон Алессио             | Единогласное решение    | Ortiz vs. Shamrock 3: The Final Chapter | 10 октября 2006  | 3     | 5:00  | Холливуд, США            |                                                                       |
| Поражение | 10-5   | Джон Фитч                | TKO (удары)             | UFC Fight Night 5                       | 28 июня 2006     | 2     | 4:37  | Лас-Вегас, США           |                                                                       |
| Победа    | 10-4   | Деррик Ноубл             | TKO (удары руками)      | UFC 59                                  | 15 апреля 2006   | 1     | 2:54  | Анахайм, США             |                                                                       |
| Победа    | 9-4    | Ансар Чалангов           | KO (удары руками)       | UFC 56                                  | 19 ноября 2005   | 1     | 2:25  | Лас-Вегас, США           |                                                                       |
| Поражение | 8-4    | Спенсер Фишер            | Сдача (треугольник)     | UFC Fight Night 2                       | 3 октября 2005   | 2     | 4:43  | Лас-Вегас, США           |                                                                       |
| Победа    | 8-3    | Джефф Кокс               | KO (удары)              | KOTC 48: Payback                        | 25 февраля 2005  | 1     | 0:15  | Кливленд, США            |                                                                       |
| Победа    | 7-3    | Джейсон Чемберс          | Сдача (удары руками)    | IHC 8: Ethereal                         | 20 ноября 2004   | 1     | 4:57  | Хаммонд, США             |                                                                       |
| Победа    | 6-3    | Нури Шакир               | Единогласное решение    | Absolute Fighting Championships 7       | 27 февраля 2004  | 2     | 5:00  | Форт-Лодердейл, США      |                                                                       |
| Поражение | 5-3    | Деррик Ноубл             | Сдача (удушение сзади)  | Absolute Fighting Championships 6       | 6 декабря 2003   | 2     | 2:13  | Форт-Лодердейл, США      |                                                                       |
| Победа    | 5-2    | Маркус Дэвис             | Раздельное решение      | Hardcore Fighting Championships 2       | 18 октября 2003  | 3     | 5:00  | Ревир, США               |                                                                       |
| Победа    | 4-2    | Майк Литтлфилд           | TKO (удары руками)      | Mass Destruction 12                     | 16 августа 2003  | 2     | 0:50  | Тонтон, США              |                                                                       |
| Победа    | 3-2    | Карлус Алешандри Перейра | TKO (остановлен врачом) | Bitetti Combat Nordeste 2               | 20 марта 2003    | 2     | N/A   | Натал, Бразилия          |                                                                       |
| Победа    | 2-2    | Фабиу Оланда             | Единогласное решение    | Bitetti Combat Nordeste 1               | 28 ноября 2002   | 3     | 5:00  | Натал, Бразилия          |                                                                       |
| Победа    | 1-2    | Вилсон Белшойр           | KO (удар рукой)         | Champions Night 3                       | 8 октября 2001   | 1     | N/A   | Бразилия                 |                                                                       |
| Поражение | 0-2    | Лукас Лопис              | Единогласное решение    | X: Fight                                | 28 сентября 2001 | 3     | 5:00  | Жуан-Песоа, Бразилия     |                                                                       |
| Поражение | 0-1    | Глейсон Тибау            | Сдача (рычаг локтя)     | Champions Night 2                       | 30 июня 2001     | 2     | 3:31  | Форталеза, Бразилия      |                                                                       |